# Nette brune
Netta erythrophthalma
Espèce
Statut de conservation UICN

 LC  : Préoccupation mineure
La Nette brune (Netta erythrophthalma) est une espèce d'oiseau palmipède appartenant à la famille des Anatidae.
Cet oiseau se nourrit de graines, mais aussi de plantes aquatiques (e.g. utriculaire, lentille d'eau, scirpe-jonc).

## Répartition et sous-espèces
Selon la classification de référence du Congrès ornithologique international (15.1, 2025) elle se répartit en deux sous-espèces (ordre phylogénique) :
- Netta erythrophthalma brunnea (Eyton, 1838 — de l'Éthiopie à l'Afrique du Sud ;
- Netta erythrophthalma erythrophthalma (Wied-Neuwied, M, 1833) — Amazonie.

## Galerie

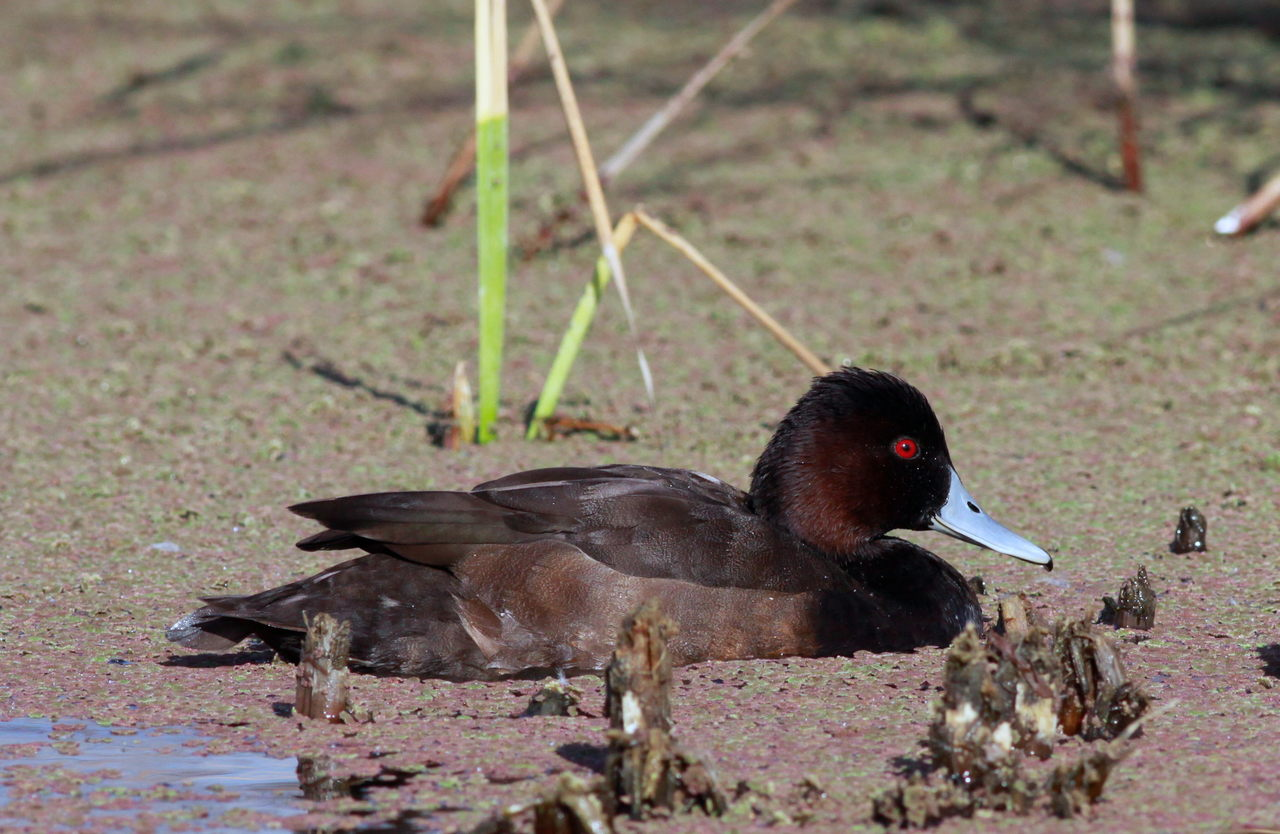
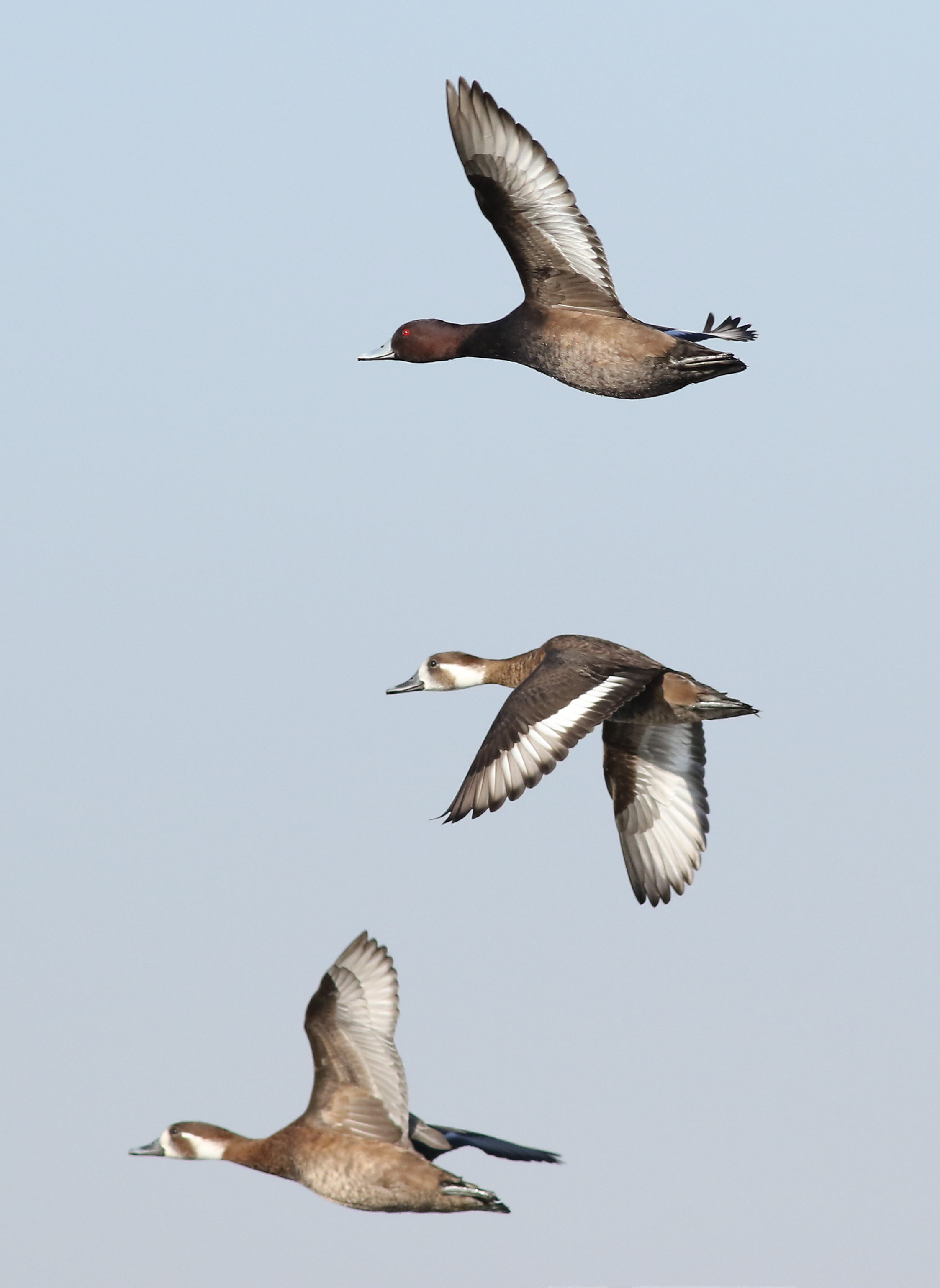
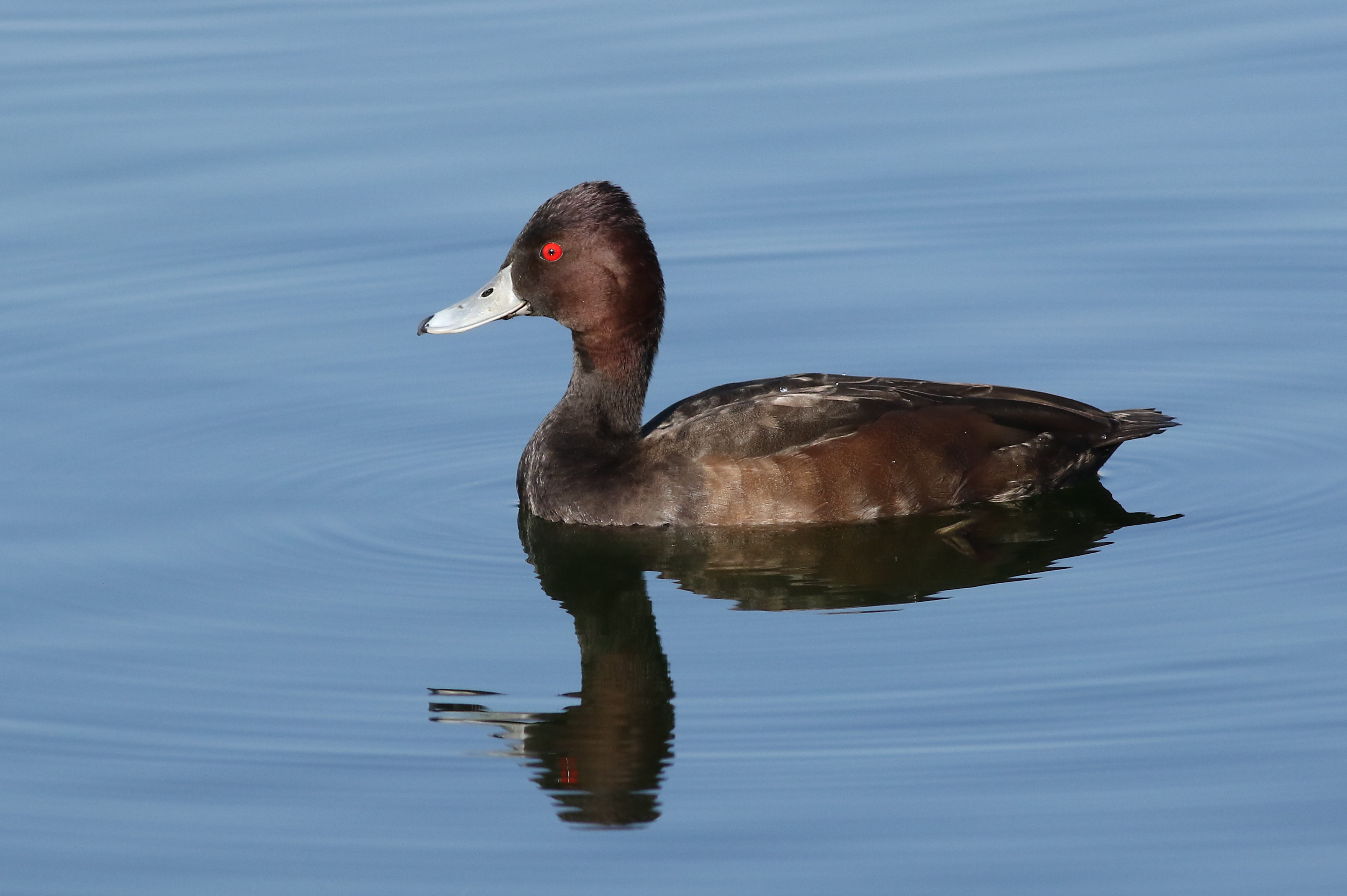